# Néma-Badenyakafo
Néma-Badenyakafo is een gemeente (commune) in de regio Mopti in Mali. De gemeente telt 46.400 inwoners (2009).